# Kitsissuarsuit
Kitsissuarsuit (danska:Hunde Ejlande) är en by i kommunen Qaasuitsup i Västra Grönland. Den ligger på en ö med samma namn, cirka 21 km nordväst om centralorten Aasiaat, och hade år 2009 84 invånare.
Under vintertid är Kitsissuarsuit Heliport öppen, och på sommaren trafikeras bygden med färja från Aasiaat och Qeqertarsuaq på Disko.